# May Valley
Das May Valley ist ein untiefes, schneebedecktes Tal im westantarktischen Queen Elizabeth Land. Es erstreckt sich an der Westflanke der Forrestal Range, wo die beiden Tafelberge Lexington Table und Saratoga Table aufeinandertreffen.
Das Gebiet wurde mithilfe von Luftaufnahmen der United States Navy zwischen 1956 und 1966 kartiert. Das Advisory Committee on Antarctic Names benannte das Tal 1968 nach Walter H. May, aerographischer Wissenschaftler auf der Ellsworth-Station im Winter 1957.